# Lauterbach (Baden-Württemberg)
Lauterbach è un comune tedesco di 3 126 abitanti, situato nel land del Baden-Württemberg.